# Монтгомері (Міннесота)
Монтгомері (англ. Montgomery) — місто (англ. city) в США, в окрузі Ле-Сюер штату Міннесота. Населення — 3249 осіб (2020).

## Географія
Монтгомері розташоване за координатами 44°26′43″ пн. ш. 93°34′48″ зх. д. / 44.44528° пн. ш. 93.58000° зх. д. (44.445404, -93.580061).  За даними Бюро перепису населення США в 2010 році місто мало площу 6,79 км², з яких 6,78 км² — суходіл та 0,00 км² — водойми.

### Клімат
| Клімат : Монтгомері          | Клімат : Монтгомері | Клімат : Монтгомері | Клімат : Монтгомері | Клімат : Монтгомері | Клімат : Монтгомері | Клімат : Монтгомері | Клімат : Монтгомері | Клімат : Монтгомері | Клімат : Монтгомері | Клімат : Монтгомері | Клімат : Монтгомері | Клімат : Монтгомері | Клімат : Монтгомері |
| Показник                     | Січ.                | Лют.                | Бер.                | Квіт.               | Трав.               | Черв.               | Лип.                | Серп.               | Вер.                | Жовт.               | Лист.               | Груд.               | Рік                 |
| Середній максимум, °C        | −7,2                | −3,3                | 3,3                 | 12,8                | 20,0                | 25,0                | 27,2                | 25,6                | 21,1                | 14,4                | 3,9                 | −4,4                | 11,6                |
| Середній мінімум, °C         | −18,3               | −14,4               | −7,2                | −0,6                | 7,2                 | 12,8                | 14,4                | 13,3                | 7,2                 | 1,1                 | −6,7                | −15                 | −0,4                |
| Норма опадів, мм             | 19                  | 13                  | 41                  | 59                  | 86                  | 112                 | 98                  | 119                 | 75                  | 54                  | 43                  | 18                  | 737                 |
| ---------------------------- | ------------------- | ------------------- | ------------------- | ------------------- | ------------------- | ------------------- | ------------------- | ------------------- | ------------------- | ------------------- | ------------------- | ------------------- | ------------------- |
| Джерело: The Weather Channel |                     |                     |                     |                     |                     |                     |                     |                     |                     |                     |                     |                     |                     |

## Демографія
Згідно з переписом 2010 року, у місті мешкало 2956 осіб у 1185 домогосподарствах у складі 760 родин. Густота населення становила 436 осіб/км².  Було 1306 помешкань (192/км²).
Расовий склад населення:
| - 94,4 % — білих - 0,6 % — корінних американців - 0,4 % — азіатів - 0,2 % — чорних або афроамериканців - 2,3 % — осіб інших рас |

До двох чи більше рас належало 2,0 %. Частка іспаномовних становила 6,4 % від усіх жителів.
За віковим діапазоном населення розподілялося таким чином: 27,3 % — особи молодші 18 років, 59,3 % — особи у віці 18—64 років, 13,4 % — особи у віці 65 років та старші. Медіана віку мешканця становила 35,1 року. На 100 осіб жіночої статі у місті припадало 102,3 чоловіків;  на 100 жінок у віці від 18 років та старших — 99,8 чоловіків також старших 18 років.
Середній дохід на одне домашнє господарство  становив 59 151 долар США (медіана — 54 412), а середній дохід на одну сім'ю — 68 908 доларів (медіана — 65 403). Медіана доходів становила 44 775 доларів для чоловіків та 31 289 доларів для жінок. За межею бідності перебувало 11,7 % осіб, у тому числі 5,5 % дітей у віці до 18 років та 13,7 % осіб у віці 65 років та старших.
Цивільне працевлаштоване населення становило 1603 особи. Основні галузі зайнятості: освіта, охорона здоров'я та соціальна допомога — 23,6 %, виробництво — 20,8 %, мистецтво, розваги та відпочинок — 8,7 %, будівництво — 8,3 %.